# Matthew Senreich
Matthew Ian Senreich (Long Island, 17 giugno 1974) è uno sceneggiatore, produttore televisivo, regista e doppiatore statunitense.
È noto soprattutto per essere il co-creatore della serie animata Robot Chicken assieme a Seth Green. Inoltre è autore dello spin-off Titan Maximum con Tom Root e SuperMansion con Zeb Wells.

## Biografia
Senreich si è laureato presso la Wesleyan University.

## Carriera
Nel 1996, Senreich è diventato il direttore editoriale della Wizard Entertainment. Nel 1996-1997, Senreich incontrò Green, quando l'attore, fan del magazine Wizard, rispondeva con entusiasmo ad una sua richiesta di intervista. Con Green, Senreich ha creato nel 2000 e nel 2001 Sweet J Presents, una webserie animata presentata su screenblast.com. Adult Swim ha contratto la serie Robot Chicken, sulla base di questi corti.

## Filmografia

### Sceneggiatore
- Robot Chicken – serie animata, 231 episodi (2005-in corso)
- Übermansion – cortometraggio (2013)
- SuperMansion – serie animata, 1 episodio (2015)
- The Predator Holiday Special – cortometraggio (2018)

### Produttore esecutivo
- Robot Chicken – serie animata, 231 episodi (2005-in corso)
- Titan Maximum – serie animata, 9 episodi (2009)
- Control TV – serie televisiva (2010)
- Übermansion – cortometraggio (2013)
- I Simpson – serie animata, 3 episodi (2013-2021)
- Friendship All-Stars – serie animata, 10 episodi (2013)
- Fist-Man: Strongest of the Slab-Bodied Slab Lords – cortometraggio (2014)
- WWE Slam City – serie animata, 10 episodi (2014)
- The Team Unicorn Saturday Action Fun Hour! – serie televisiva, 1 episodio (2014)
- The Grand Slams – serie animata, 27 episodi (2014-2017)
- Lego Scooby-Doo – serie animata, 7 episodi (2015)
- SuperMansion – serie animata, 46 episodi (2015-2019)
- Camp WWE – serie animata, 5 episodi (2016)
- Monster Island – cortometraggio (2016)
- Toasty Tales – cortometraggio (2016)
- Hot Streets – serie animata, 21 episodi (2016-2019)
- Buddy Thunderstruck – serie animata, 12 episodi (2017)
- Blark and Son – serie televisiva (2018)
- The Predator Holiday Special – cortometraggio (2018)
- Changeland, regia di Seth Green (2019)
- Crossing Swords – serie animata, 20 episodi (2020)
- Gloop World – serie animata (2020)
- The Summoner – cortometraggio (2021)
- M.O.D.O.K. – serie animata, 10 episodi (2021)
- Ultra City Smiths – serie animata (2021)
- Santa Inc. – serie animata, 8 episodi (2021)
- Alabama Jackson – serie animata, 7 episodi (2022)

### Doppiatore
- Robot Chicken – serie animata (2005-in corso)
- Titan Maximum – serie animata, 2 episodi (2009)
- Stoopid Monkey – serie animata (2011)
- Star Wars: The Clone Wars – serie animata, 1 episodio (2012)
- The Moving Picture Co. 1914 – cortometraggio (2014)
- SuperMansion – serie animata, 5 episodi (2015)

### Regista
- Robot Chicken – serie animata, 16 episodi (2005-2008)

## Doppiatori italiani
Da doppiatore è sostituito da:
- Nanni Baldini in Robot Chicken (Forchetta, scoiattolo, poliziotto Lego, cartuccia parlante, giornalista, Styracosaurus, Big Slammu, gnomo)
- Oreste Baldini in Robot Chicken (Guardia di sicurezza, venditore di auto, cassiere)
- Antonella Baldini in Robot Chicken (Topo Mietitore)